# Бэтмен-ниндзя
«Бэтмен-ниндзя» (яп. ニンジャバットマン Ниндзя Баттоман, англ. Batman Ninja) — аниме-фильм о Бэтмене режиссёра Дзюмпэя Мидзусаки. Warner Bros. Japan и Warner Bros. Entertainment дали анонс в октябре 2017 года, за несколько дней до фестиваля «New York Comic Con». Выход на цифровых носителях состоялся 24 апреля, на Blu-ray и DVD — 8 мая, театральный релиз в Японии — 15 июня 2018 года. Дизайнером персонажей выступил Такаси Окадзаки, создатель «Афросамурая». Присвоен рейтинг PG-13. В 2024 году Warner Bros. Japan анонсировала сиквел — Batman Ninja vs. Yakuza League.

## Сюжет
Бэтмен вместе со своими союзниками и противниками оказывается в эпохе феодальной Японии. Там его преследует самурай, работающий на злодея Джокера. Во время своего побега Бэтмен встречается с Женщиной-кошкой, которая рассказывает, что все остальные прибыли двумя годами ранее (из-за того, что Бэтмен находится в зоне, затронутой землетрясением). Он узнает от нее, что все главные преступники Готэм-сити стали феодалами после обмана Сэнгоку, сражаясь друг с другом, пока не останется единое государство. Чтобы помешать злодеям изменить историю, Бэтмен и Женщина-кошка должны добраться до Механизма Землетрясения в Замке Аркхэм (ранее убежище). Бэтмен обнаруживает, что Альфред Пенниворт тоже в прошлом и построил Пещеру за пределами Эдо. Когда войска Джокера устраивают засаду в укрытии, Бэтмен пробирается на своем Бэтмобиле к замку Аркхэм, который превращается в гигантскую крепость роботов. Но Бэтмен проигрывает и его спасают ниндзя.  Он узнает, что клан летучих мышей помог его друзьям по прибытии, и что клан последовал пророчеству о том, что прибывший ниндзя восстановит порядок на земле. Чтобы противостоять злу, Тёмный Рыцарь, «величайший в мире детектив», становится тайным мстителем — ниндзя.
Месяц спустя злодеи из Готэма мобилизуют своих замковых роботов для битвы.  Бэтмен ведет клан летучих мышей на поле боя. Раненый Гродд дает Бэтмену контроль над своей армией обезьян; Робин позволяет им объединиться в одну гигантскую обезьяну-самурая, чтобы сразиться с роботом Джокера. Обезьяна-самурай затем объединяется с роем летучих мышей, чтобы сформировать Батгода. Когда замок падает, Бэтмен и Джокер вступают в бой на мечах. Используя свои навыки ниндзюцу, Бэтмен побеждает.
В конце феодальная Япония вернулась в своё первоначальное состояние, и клан летучих мышей вернул злодеев обратно в наши дни.

## Роли озвучивали
| Актёр                             | Роль              |
| --------------------------------- | ----------------- |
| Коити Ямадэра / Роджер Крэйг Смит | Бэтмен            |
| Ватару Такаги / Тони Хейл         | Джокер            |
| Риэ Кугимия / Тара Стронг         | Харли Квинн       |
| Аи Какума / Грей Гриффин          | Женщина-кошка     |
| Хотю Оцука / Адам Кроусделл       | Альфред Пенниуорт |
| Такэхито Коясу / Фред Таташор     | Горилла Гродд     |
| Дайсукэ Оно / Адам Кроусделл      | Найтвинг          |
| Юки Кадзи / Юрий Ловенталь        | Робин             |
| Акира Исида / Уилл Фридл          | Красный колпак    |
| Кэнго Каваниси / Уилл Фридл       | Красный Робин     |
| Кэнта Миякэ                       | Бэйн              |
| Дзюнъити Сувабэ / Фред Таташор    | Детстроук         |
| Ацуко Танака / Тара Стронг        | Ядовитый Плющ     |
| Тосиюки Морикава / Эрик Бауза     | Двуликий          |
| Юити Нагасима / Томас Кенни       | Пингвин           |
| Ёдзи Уэда / Мэттью Янг Кинг       | Иан               |
| Анна Мугихо                       | Монкичи           |
| Дзюри Нагацума                    | Монми             |

## Производство
Это второе аниме о Бэтмене от японских режиссёров, после «Бэтмен: Рыцарь Готэма». Дзюмпэй Мидзусаки работал с сериалом JoJo’s Bizarre Adventure. Кадзуки Накасима был сценаристом «Гуррен-Лаганна» и Kill la Kill. С другой стороны, альтернативная сюжетная линия уже показывалась в «Бэтмен: Готэм в газовом свете» и комиксе «Batman: The Return of Bruce Wayne».
Тема Японии ранее присутствовала и в известном мультсериале 1990-х (эпизоды «Ночь ниндзя» и «День самурая»). В дополнении Initiation игры Batman: Arkham Origins рассказывается другая история, когда Брюс Уэйн учился в горах Северной Кореи у мастера Кириги, тренировавшего Лигу убийц Ра’с аль Гула, постигая искусства Тогакурэ-рю (戸隠流), Синоби-ири (忍び入り), Тайдзюцу (体術), Боряку (謀略), Сэйсинтэки кёё (精神的教養).
По словам Накасимы, существуют определённые стереотипы о Японии — самураи, ниндзя и трансформации. Поэтому они решили собрать всё в одном месте. Мидзусаки сказал, что в аниме всегда есть гигантские роботы, сражающиеся друг с другом, значит, их присутствие очевидно. Американские сценаристы Чу и Гарсия заметили, что сделали не перевод японской версии, а её адаптацию для западных зрителей. У них не было на руках оригинального сюжета, а тем более подробного сценария. Они получили только раскадровки. Некоторые сцены абсолютно одинаковы, тогда как другие просто не имели никакого смысла. Отсюда и разница в диалогах. Существенно помог опыт работы с аниме «Унесённые призраками» и «Мои соседи Ямада». Кроме того, голоса японцев были записаны первыми, и озвучивание актёров США пришлось подставлять под них. Однако поклонники всё же предпочитают японскую звуковую дорожку с английскими субтитрами.
В аниме есть как самоирония создателей, так и высмеивание злодейских клише и шаблонных действий Бэтмена, а также стёб над зрителями, которые после предыдущих мультфильмов DC не готовы воспринимать новое. Даются десятки отсылок к самым разнообразным франшизам: Gundam, «Бродяга Кэнсин», «Назад в будущее», «Матрица», JoJo’s Bizarre Adventure. Одна сцена полностью нарисована акварельными красками, в стиле «Сказания о принцессе Кагуя» студии «Гибли».

## Критика
На сайте рецензий Rotten Tomatoes мультфильм имеет рейтинг 82 %, основанный на 17 отзывах, и среднюю оценку 6,6/10.
Редакторы веб-сайта IGN до официального релиза поставили оценку 9,7 из 10 баллов, назвав мультфильм новым стандартом для анимационных фильмов DC.
В обзоре «Daily Mirror» выставлена оценка 4 из 5 звёзд, и подчёркивается, что «Бэтмен-ниндзя» — это красивое, потрясающее аниме, но сюжет оставляет желать лучшего — он неоднородный, прерывистый и не всегда проходит легко. Смесь разных времён, боевых искусств и меха. Многое можно простить, если понять создателей, и тем более, когда видны пасхальные яйца. Бэтмен того стоит, при условии, что подаётся с юмором и новым подходом. Речь идёт не о реализме, а о поклонниках, которым нужна экранизация.
Рецензент «The Japan Times» Джеймс Хэдфилд дал 2 из 5 звёзд и пришёл к выводу, что следуя традициям кинолент «Акулий торнадо», «Змеиный полёт» и «Секс в большом городе 2», это тщательно продуманная глупость. «Бэтмен-ниндзя» отвечает на вопрос, который никто не думал задать: что может быть менее понятным, чем «Афросамурай»? Результатом является довольно странный кросс-культурный гибрид. Всё очень глупо и, вероятно, больше понравится зрителям в возрасте до 12 лет. Но при всех расцветках, в аниме полно упущенных возможностей.
«Lyles Movie Files» подчеркнул: между волнами обезьян, огромными мехами и отсутствием внятных персонажей, наслаждение бэтменским ниндзя сильно зависит от восприятия Тёмного Рыцаря. В лучшую или худшую сторону, это не похоже на любую версию Бэтмена, которую все видели в Warner Bros. Animation. Фильм перегружен за счёт множества идей, в ходе сюжета одна накрывает другую. За озвучивание следует благодарить «завсегдатаев» Гриффин, Стронг, Ловенталя и Таташора. Хейл как Джокер никогда не звучал правильно. «Бэтмен-ниндзя» мог быть свежим взглядом, но слишком много проблем обрекают его на один просмотр, если полностью придерживаться концепции. Итог — 5,5 из 10 баллов.
Борис Иванов в рецензии на кинопортале Film.ru выставил 6 из 10 баллов. По его словам, от мультфильма ожидали, что Бэтмен сразится с японскими злодеями: демонами, монстрами и самураями. Однако картина пошла по банальному пути и в миллионный раз столкнула супергероя с Джокером и Харли Квинн. В сюжетном плане оригинальности у «Бэтмена-ниндзя» нет, никакого развития персонажей и психологического драматизма. Все переносятся в Японию лишь для того, чтобы подраться в восточном антураже. Вдохновившись «Ходячим замком», создатели показали боевые крепости, которые могут трансформироваться. Творческое безумие у авторов на высшем уровне. Визуально это аниме, но с заметным влиянием западного дизайна, как в «Афросамурае». В целом фильм разочаровывает тех, кто хотел бы посмотреть что-то содержательное, и радует тех, кто хочет увидеть, как суперзлодеи управляют суперроботами и как Бэтмен и Джокер сражаются на крыше японского замка. Это сугубо стилистическое упражнение, но зато визуально насыщенное и фееричное, с масштабными и изобретательными боевыми сценами.